# Delage Type AM
La Type AM era un'autovettura di fascia media prodotta tra il 1915 ed il 1921 dalla Casa automobilistica francese Delage.

## Profilo
Scopo della Type AM fu quello di rinverdire una fascia di mercato trascurata per due anni dalla Casa transalpina: era infatti dal 1913, con l'uscita di produzione delle Type R e T che nel listino Delage non figuravano più dei modelli di classe media.

La Type AM sopperì a questa mancanza e lo scoppio della prima guerra mondiale riuscì solo a rallentare bruscamente la produzione, la quale però riprese a partire dal 1919, anno in cui anche la concorrenza ricominciò a proporre vetture in quella fascia di mercato, come per esempio la Peugeot Type 159.
La Delage Type AM montava un 4 cilindri da 1593 cm³, in grado di erogare una potenza massima di 15 CV circa.
Fu tolta di produzione nel 1921, ma per vedere la sua erede ideale bisognerà a questo punto attendere fino al 1933, anno del lancio della Delage D4.